# جاناتان هاید
جاناتان «نش» هاید (انگلیسی: Jonathan "Nash" Hyde؛ زادهٔ ۲۱ مهٔ ۱۹۴۸) هنرپیشه بریتانیایی زاده استرالیا است. وی از سال ۱۹۷۴ میلادی تاکنون مشغول فعالیت بوده است.

## بخشی از فیلم‌شناسی
- فراطبیعی (۱۹۷۷)
- کاراواجو (۱۹۸۶)
- فصلی از زندگی بزرگان (۱۹۹۰)
- انسان بودن (۱۹۹۴)
- بلیس (۱۹۹۵)
- جومانجی (۱۹۹۵)
- آناکوندا (۱۹۹۷)
- تایتانیک (۱۹۹۷)
- مومیایی (۱۹۹۹)
- شاهزاده دزدان (۲۰۰۱)
- شرلوک هلمز و پرونده جوراب ابریشمی (۲۰۰۴)
- قرارداد (۲۰۰۶)
- دگردیسی
- سایه طناب دار (۱۹۸۹)